# Bataille d'Indelimane (2012)
Pour les articles homonymes, voir Bataille d'Indelimane.
Guerre du Mali
Batailles
La bataille d'Indelimane se déroule du 16 au 19 novembre 2012 lors de la guerre du Mali.

## Prélude
Le 16 novembre, les forces du MNLA lancent une offensive afin de reprendre la ville de Gao, ils se heurtent cependant aux Islamistes du MUJAO et d'AQMI, partis d'Ansongo et de Gao. Le matin du premier jour, les forces indépendantistes touarègues remportent un succès lors du combat de Tagarangabotte à 50 kilomètres à l'est d'Ansongo,.

## Déroulement
Cependant l'offensive islamiste n'est pas arrêtée. Selon une source sécuritaire du Burkina Faso, alors pays médiateur, le même jour le MUJAO attaque des éléments du MNLA au village de Indelimane à 80 kilomètres de Ménaka, le dernier bastion du MNLA. Selon la même source, « Le Mujao a fait beaucoup de prisonniers et pris deux véhicules, il y a eu des morts. »
D'après les informations du journal malien Le Combat, les forces du MUJAO sont constituées de la brigade Oussama Ben Laden, menée par Abou Walid Sahraoui et renforcées par 300 combattants d'AQMI, dont la brigade Al-Mouthalimin (les enturbannés) de Mokhtar Belmokhtar avec 16 pick-up dont plusieurs équipés de pièces d'artillerie lourde. De son côté, le MNLA affirme avoir affronté 1 000 jihadistes.
Les sources de l'agence de presse chinoise Xinhua affirment également que les combats se déroulent dans une localité à 80 kilomètres de Ménaka et à 70 kilomètres d'Ansongo. C'est au matin du 16 novembre que les combats deviennent les plus violents.
Le 17, les forces du MUJAO reçoivent en renfort des troupes d'AQMI. Selon des sources sécuritaires du Mali, le MNLA est mis en déroute le 17 novembre avec une perte de 10 tués.
Le 18, Mossa Ag Attaher, chargé de la Communication et de l'Information du MNLA, déclare que « les hordes terroristes ont été chassées de l'ancien camp militaire des parachutistes de l’armée malienne qu'ils ont essayé d'occuper et qu'ils (les terroristes) ont été obligés de se replier dans la zone de Tidjefenes » selon lui 12 Islamistes ont été tués dans ce camp militaire.

## Bilan
Selon des témoins, six blessés du MUJAO sont envoyés à hôpital Régional de Gao. D'autres témoignages font mention de plusieurs dizaines de morts.
Un bilan est fourni par différentes sources à l'agence de presse chinoise Xinhua, parmi lesquelles des hommes proches du Comité international de la Croix-Rouge. Selon ces sources, les combats ont fait plus de 117 morts à la date du 17 novembre, dont 17 pour le MUJAO, parmi lesquels se trouve Abou Dardar chef d'Ansongo, et plus de 100 pour le MNLA. Ces chiffres semblent cependant reprendre les estimations du MUJAO concernant les pertes des Indépendantistes. Selon des habitants de Gao, le 17 novembre, Abdoul Hakim, chef du MUJAO, a déclaré sur les antennes de la radio Nata que ses troupes ont perdu 3 combattants et 6 blessés graves contre plus de 100 morts pour les forces du MNLA.
Le 19 novembre, Moussa Ag Assarid, porte-parole du MNLA, envoie un premier communiqué « Ce 19 novembre, des combats se sont déroulés dans la région de Ménaka entre le MNLA et la colonne des narco-terroristes du MUJAO, renforcé par l’AQMI, partie de Gao la veille. Les forces du MNLA ont détruit 8 (huit) véhicules et ont récupéré 2 (deux) autres du MUJAO/AQMI. Par ailleurs 10 (dix) hommes du MUJAO et de l’AQMI ont été tués. Du côté du MNLA on déplore 1 mort et 4 (quatre) blessés. »
Le lendemain, selon AFP, le MLNA porte ses pertes à un mort et treize blessés (peut-être en y ajoutant les neuf blessés du combat de Tagarangabotte) contre 65 tués chez les Islamistes du MUJAO et d'AQMI. De son côté Omar Ould Hamaha affirme le 19 novembre que les combats livrés depuis le 16 ont fait plus de 100 morts chez les combattants du MLNA plus 20 faits prisonniers, mais il précise ne pas avoir « un bilan exact des victimes ».